# Cahier des clauses techniques particulières
En France, le cahier des clauses techniques particulières (CCTP) est un document contractuel qui rassemble les clauses techniques d'un marché public ;

Il est rédigé par la maitrise d'œuvre études et fait partie des pièces constitutives du marché public.

Il est intégré au dossier de consultation des entreprises.

Il doit être signé par la personne publique et le prestataire.

## Utilité
- Le CCTP détaille les dispositions techniques propres au marché, particulières au cahier des clauses techniques générales (composé du document technique unifié, normes, etc. sur lequel il prévaut).
- Les prescriptions qu'il contient permettent à la personne responsable du suivi du marché de vérifier le bon déroulement du marché, l'atteinte de ses objectifs et la bonne réalisation des prestations (« contrôle du service fait »).

## Contenu
Le CCTP décrit les clauses techniques du service attendu ; 
- Dans le domaine du bâtiment et des travaux publics, il est une pièce constitutive du DCE (Dossier de consultation d'Entreprises) au même titre qu'une DPGF. Le CCTP rassemble toutes les clauses et descriptifs techniques servant à décrire qualitativement des travaux. C'est à ce document que les entreprises de travaux devront se référer pour garantir la qualité d'exécution des travaux[1].
- Il est le plus souvent présenté sous forme de fichier texte comprenant une page de garde, un sommaire et tous les descriptifs techniques décrits poste par poste[2].
- Le CCTP est une pièce contractuelle qui engage la responsabilité des entreprises s'engageant dans le marché.

## Aspects juridiques
La nature contractuelle de ce document lui donne, une fois signé, une valeur légale puisqu'il devient alors la loi des parties. Quand l'importance ou la nature du marché ne justifie pas l’établissement de deux documents particuliers distincts, le CCTP et le CCAP peuvent être réunis en un seul document : le cahier des clauses particulières (CCP).
Pour ne pas être attaquable, et limiter le risque juridique, le contenu doit être rédigé de façon claire et impartiale, de manière à ne pas aboutir à exclure arbitrairement certains candidats, ni en favoriser d'autres.
- Les contraintes techniques ou socio-environnementales particulières doivent donc être clairement motivées et proportionnelles aux besoins et objectifs définis par l'acheteur public. Elles sont à rappeler dès la rubrique objet du marché (dans cette rubrique), faute de quoi, elles pourraient être considérées comme peu apparentes et constituant une restriction déguisée à l’accès à la commande publique.
- Hors aspects légaux généraux (respect de la législation internationale et nationale, sur le travail en particulier), seul le non-respect d'une contrainte y figurant expressément pourra ensuite être opposé à l'entreprise ayant emporté le marché.
- Pour le reste, le prestataire est libre - dans le cadre du respect de la règlementation générale locale, nationale et internationale - des moyens employés, sauf clauses particulières[3] de nature explicitement sociales, environnementales ou éthiques peu à peu permises dans les années 1990-2000 pour intégrer dans les marchés publics les principes du développement soutenable tels que précisés au Sommet de la Terre de Rio en juin 1992, sous l'égide de l'ONU.

## Cas particulier de l'achat public responsable
Il concerne notamment les marchés se voulant responsables (au regard de l'environnement et/ou du social), en intégrant un souci de restauration, protection et gestion restauratoire de l'environnement et/ou une volonté de donner du travail à des handicapés et des personnes en difficultés sociales, dans le marché. Les aspects sociaux sont par exemple intégrés dans les chantiers d'insertion ou de réinsertion, des chantiers « écologiques » (type gestion différentiée par exemple) impliquant un travail manuel plutôt que fait à la machine ou à des produits chimiques…).
- Des clauses d'obligation de moyens (utilisation de produits écocertifiés ou répondant à certaines normes sociales, environnementales ou éthiques) peuvent alors être insérées dans le marché ; mais « Si les soumissionnaires doivent justifier que leurs offres répondent aux spécifications techniques, il n'y a pas lieu d'exiger des preuves de respect des conditions d'exécution du marché au cours de la procédure de passation. Vous ne pouvez pas, par exemple, utiliser les conditions du marché pour imposer un processus de production particulier (pour des fournitures) ou un personnel disposant d’une expérience particulière (pour des services), car il s’agit en l’occurrence de conditions liées à la sélection de l'attributaire. Ces aspects sont à traiter dans la phase concernée de la procédure, comme le stipulent les directives sur les marchés publics »[4].
- Elles peuvent aussi se traduire sous forme de clauses d'exclusion (ex : interdictions de recours à des pesticides, à des matériaux susceptibles de poser des problèmes environnementaux (non biodégradables, contenant des polluants, des bois traités, etc.) ;
- Au vu de la jurisprudence, pour que ces clauses particulières ne puissent pas être considérées comme facteur de concurrence déloyale, il est alors nécessaire de clairement préciser l'objet environnemental et/ou social du marché dans la rubrique « Objet du marché ».

Dans ce cadre, certaines références en matière de capacité technique des entrepreneurs peuvent également être exigées (ex : capacité d'encadrer des personnes en difficulté, capacité d'ingénierie écologique…)

### Union européenne
On peut en Europe, intégrer des considérations environnementales dans les conditions d’exécution du marché.
- Le pouvoir adjudicateur peut spécifier le mode de fourniture des biens, voire un mode de transport[4].
- « Un attributaire est tenu de respecter toutes les conditions d’exécution fixées dans le cahier des charges, lors de l’exécution du travail requis ou de la fourniture des produits couverts par l’appel d’offres »[4].
- Il peut préciser « aux fournisseurs, prestataires de services ou contractants potentiels qu’ils peuvent utiliser des systèmes de gestion environnementale et des déclarations prouvant qu’ils satisfont aux critères »[6]
- « Les conditions du marché ne doivent pas entraîner une discrimination en favorisant des soumissionnaires d’un État membre particulier »[4].

La Commission européenne encourage maintenant les acheteurs publics à contribuer au développement durable en rappelant les possibilités offertes par le cadre juridique existant pour mieux veiller à la protection de l'environnement (ou à sa moindre dégradation) au travers des marchés publics.
En introduisant des considérations environnementales dans les marchés publics, ces organismes publics, et les groupes de consommateurs importants, peuvent réduire considérablement l'impact de la consommation sur l'environnement. De même, en agissant ainsi, ils constituent un levier important dans la promotion d'un changement des modes de consommation. Ils font office d'exemple pour les consommateurs privés.

#### France
En France, toute dérogation aux dispositions des documents généraux doit être motivée par l'objet du marché et récapitulée dans le dernier article des documents particuliers.